# Jeti
Jeti är en ort i Estland. Den ligger i Hummuli kommun och landskapet Valgamaa, i den södra delen av landet, 180 km söder om huvudstaden Tallinn. Jeti ligger 75 meter över havet och antalet invånare är 150.
Terrängen runt Jeti är platt. Runt Jeti är det mycket glesbefolkat, med 6 invånare per kvadratkilometer. Närmaste större samhälle är Valka, 18,7 km sydost om Jeti. I omgivningarna runt Jeti växer i huvudsak blandskog.